# Color TV Game
Color TV Game är en konsol tillverkad av det japanska företaget Nintendo under sent 1970-tal. Konsolen släpptes bara i Japan och består av totalt fem olika system som vardera innehåller ett inbyggt spel.

## System

### Color TV Game 6
Det första systemet som släpptes 1977. (På bilden.) Det inbyggda spelet var Pong-liknande och kunde spelas av två spelare med de vredkontroller som var inbyggda i konsolen.

### Color TV Game 15
Släpptes 1978, var i princip samma som föregående men vredkontrollerna var nu separata.

### Color TV Racing 112
Släpptes 1978, var ett racingspel med bl.a. ratt och växelspak.

### Color TV Block Kusure
Släpptes 1979, ett pusselspel.

### Computer TV Game
Släpptes 1980 och var en port av Nintendos arkadspel Computer Othello.
|  |  |  |

|  |  |  |

### Fotnoter
1. ↑  Gamester81 (5 juli 2012). ”History of Consoles”. Video Games Reviews News. http://gamester81.com/history-of-consoles-nintendos-color-tv-game-consoles-1977-1979/. Läst 24 maj 2017.